# Marie-Adélaïde de Cambridge
Pour les autres membres de la famille, voir Maison de Hanovre.
La princesse Mary Adelaide Wilhelmina Elizabeth de Cambridge née le 27 novembre 1833 à Hanovre et morte 27 octobre 1897 à White Lodge en Richmond Park, Londres, est une princesse britannique, duchesse de Teck à la suite de son mariage avec le duc François de Wurtemberg.

## Biographie
Fille du prince Adolphe, duc de Cambridge et de la princesse Augusta de Hesse-Cassel, et petite-fille du roi George III du Royaume-Uni, elle épouse François de Wurtemberg, duc de Teck. Ils eurent :
- Mary de Teck (1867-1953), épouse du roi George V du Royaume-Uni.
- Adolphus de Teck (1869-1923), 1er marquis de Cambridge, marié à Margaret Evelyn Grosvenor
- Francis de Teck (1870-1910)
- Alexander de Teck (1874-1957), comte d'Athlone, marié à Alice d'Albany.